# Stadtbaukunst
Stadtbaukunst bezeichnet die Anwendung von (bau)künstlerischen Regeln für die Ordnung des Stadtraumes nach Proportion, Rhythmik und Gestalt. Ziel ist, dass die Stadt als ein sinnvolles Ganzes fassbar wird. Die Bedeutung der Architektur der Stadt geht hierbei über ihren Gebrauchswert hinaus.

## Praxis
Stadtbaukunst setzt sich wie die Stadtplanung und der Städtebau mit der Fortentwicklung von vorhandener Stadt und Neuplanung auseinander. Heute begreift sich die Stadtbaukunst als eine erweiterte Definition des Städtebaus, basierend auf einer übergeordneten Betrachtung morphologischer Eigenschaften des städtischen Gefüges. Gegenüber den häufig synonym benutzten oder miteinander verwechselten Disziplinen Städtebau und Stadtplanung soll durch einen baukünstlerischen Bezug eine eindeutigere Haltung in Hinblick auf die Form der Stadt eingenommen werden. Somit bezieht sich der Begriff der Stadtbaukunst auf die Stadt als Körper und das künstlerische Schaffen daran. Der Gestalt der Stadt wird dabei ein weit reichender Einfluss beigemessen. Urbanität entsteht aus dem Zusammenwirken von Architektur und Stadtgestalt. Die stadtmorphologischen Eigenschaften werden als ein Ergebnis planerischen Handelns betrachtet und als ausschlaggebend für den Zustand des sozial-kulturellen Gefüges. Hiermit erhält der öffentliche Raum seine Identität. Der Stadtgrundriss wird als Ergebnis einer formalen Entwurfshaltung betrachtet, die einem erkennbaren städtebaulichen Ideal folgt. Die Komposition beschränkt sich auf die Ordnung und Gliederung des Öffentlichen. Durch eine hierarchische Rhythmik von Solitär und Masse werden Monumente und Profanbebauung funktional bestimmt. Eine räumliche Dichte gilt als ein Indiz für soziale Nähe und Nutzungsmischung. Der private Raum trennt sich deutlich vom Öffentlichen, dessen einprägsame Kontur einer parzellierten Masse gegenübersteht, die umbaufähig ist. Das bedeutet, dass sie flexibel ist gegenüber wechselnden Nutzungen über lange Zeiträume, resistent ist nach außen und anpassungsfähig nach innen. Als Grundlage für die Gestaltung dient eine kongeniale Organisation von Verkehr, Wirtschaft, Sozialem, Freiraum und Repräsentation, getragen durch alle planerischen Disziplinen. Der Stadtplanung kommt dabei die Rolle der Überprüfung, Übersetzung und weiteren Vervollständigung zu, wenn es beispielsweise gilt, einen städtebaulichen Rahmenplan in seine zur Umsetzung notwendigen Planebenen zu überführen. Ebenso ist es die Aufgabe der Stadtplanung, Bedürfnisse für einen städtebaulichen Entwurf zu bestimmen oder eine Planung größeren Maßstabs anzuschieben, wiewohl jede Bauaufgabe in der Stadt von einem (stadt)baukünstlerischen Anspruch durchdrungen sein sollte.

## Diskussion
In Fachkreisen ist „Stadtplanung“ als notwendige Steuerung städtischer Lebensverhältnisse allgemein anerkannt und eine „Stadtbaukunst“ wird häufig als ‚konservativ’ oder ‚konservatorisch’ in Frage gestellt, gern allein kunsthistorischen Betrachtungen zugeordnet von derzeit lediglich formaler Bedeutung. Doch gerade mit dem Verweis auf die klassische Stadt stellt sich mit dem Begriff der Stadtbaukunst die Frage nach dem Wesen des Städtischen, nach einem Grad von Urbanität (Was ist Stadt?) in Abhängigkeit zu einem Formcharakter, der einzelnen Architektur und der Beziehung untereinander. Hier steht jedoch die Forderung nach räumlicher Nähe und Mischung im Widerspruch zur Strategie einer Konfliktvermeidung seitens der Stadtplanung und der Wunsch nach einer einigenden Form wird als Eingriff in die künstlerischen Interessen der Architektur gewertet. An dieser Stelle setzt eine aktuelle städtebauliche Debatte ein um die Werkzeuge der Stadtplanung und dem Einfluss auf die Gestalt von Herkömmlichem und Zukünftigem. In dieser Diskussion wird gerne die Frage nach der Stadt-Form in einen anachronistischen Zusammenhang gestellt, in Abgrenzung zu einer ‚fortschrittlichen’ Haltung der Stadtplanung, die dem Faktischen im Entstehungsprozess von Zwischenstadt und Schrumpfung konstruktiv zuarbeiten möchte. Eine Kritik an den Steuerungsinstrumenten der Stadtplanung und das Hervorheben von Form und Selbstregulierung bedeuten nicht die Abschaffung von Planung, aber die (möglicherweise gesteuerte) Minderung von Einflussnahme, wenn z. B. Nutzungsmischung zum Ideal einer urbanen Gemeinschaft erhoben wird, wirkt die genaue Vorgabe von Proportionen in einem Bebauungsplan hierfür redundant, während die Stadtbaukunst gezielt einem ‚offenen System’ zuarbeiten möchte.

## Geschichte
Das deutsche „Stadtbaukunst“ ist auf die Rezeption der „Zehn Bücher über Architektur“ von Vitruv zurückzuführen und ihre Weiterführung durch beispielsweise Leon Battista Alberti. Im Mittelalter und in der Renaissance steht die Stadtbaukunst mitunter in Nachbarschaft zu einem technischen Wissen um die Anlage von Städten, wie zum Beispiel der Festungstechnik und einer formalen Idealisierung von Stadtgrundrissen. Mit dem Barock bezieht sich der künstlerische Aspekt mehr und mehr auf einen (stadt)inneren Raumzusammenhang und die formale Qualität der Architektur, die diesen Raum bildet.
1799 wird Heinrich Gentz Professor für Stadtbaukunst an der neu gegründeten Berliner Bauakademie. Im Verlauf des 19. Jahrhunderts wird der Begriff der Stadtbaukunst mehr und mehr abgelöst durch die weniger komplexen Begriffe des Städtebaus, und später noch der Stadtplanung. Diese bilden eine zunehmend gesellschaftspolitische (technische, sozialhygienische, verkehrliche) Betrachtungsweise von Besiedelung aus. Doch ging scheinbar (auch für das damalige Verständnis) mit der Vereinfachung des Wortgebrauchs die Vereinfachung eines bildlichen Verständnisses von Stadt einher.
So war es die Absicht Camillo Sittes in seinem Buch „Der Städtebau nach seinen künstlerischen Grundsätzen“ (1. Auflage 1889) Städtebau und Formwillen wieder aufeinander zu beziehen. Und die breite Rezeption macht die Bedeutung seiner Kritik an einer allein „technischen“ und „hygienischen“ Erfordernissen geschuldeten Stadtentwicklung deutlich. Seine Betrachtungen verbinden Raumwirkung und Nutzen europäischer Plätze als anschauliche Sammlung von Mustern für zukünftige Aufgaben des Städtebaus. Mit dem Buch „Platz und Monument. Untersuchungen zur Geschichte und Ästhetik der Stadtbaukunst in neuerer Zeit“ (1908) gelingt Albert Erich Brinckmann gegenüber Sitte nicht nur eine deutliche Erweiterung vom Detail bis zu den Anlagen ganzer Städte, er stellt historische Bezüge heraus und verbindet sie mit räumlichen Motiven. Darüber hinaus verwendet er den Begriff der Stadtbaukunst aufs Neue.
Die Begriffsbestimmung geht im derzeitigen Verständnis auf Wolfgang Braunfels Werk („Mittelalterliche Stadtbaukunst in der Toskana“, 1953, „Abendländische Stadtbaukunst. Herrschaftsform und Baugestalt“, 1976) zurück, der damit eine präzise Deutung schuf und dies nicht nur aus historischer Sicht, sondern im Sinne einer Betrachtung der Stadt als Kulturgut und einer Lebensform an sich. Diese Verwendung steht sehr konträren Vorstellungen von Stadtbaukunst entgegen (wie Hans Bernhard Reichow), die eine städtische Gesellschaftsform beispielsweise in eine agrarische Lebensform übersetzen wollen. Auch die Mär, die mittelalterliche Stadtform als gleichsam pittoresk und gewachsen, im Sinne einer unbewussten Entstehung zu deuten, versucht Braunfels auszuräumen. Klaus Humpert und Martin Schenk haben 2001 eine generelle Planung mittelalterlicher Städte postuliert, was aber im Gegensatz zu archäologischen Befunden steht und zu wenig quellenkritisch abgesichert ist.

### Wiederentdeckung der Stadtbaukunst
Der Neue Urbanismus ist ein übergreifendes Thema in der Entwicklung heutiger Stadtbilder. Nach dem Erkennen der strukturellen Fehler der vor allem seit der Moderne und der Charta von Athen entstandenen aufgelockerten Siedlungen (bzw. Trabantenstädte), kommt es seit den 1980er Jahren mit dieser Urbanismusbewegung (die u. a. mit Team 10 ihren Anfang nahm) zur Wiederentdeckung der Blockrandbebauung und Mischnutzung von Quartieren und damit städtischer Dichte. Demnach unterstütze diese früher durch die Siedlungsplaner beklagte urbane Bebauungsart die Vorzüge städtischen Lebens, in Verbindung mit gesunder sozialer und wirtschaftlicher Durchmischung und einer erheblichen Einsparung von Ressourcen (Anfahrtswege, Heizkosten, Infrastrukturkosten usw.) gegenüber den verschwenderischen Siedlungen. Auch das Wiederaufgreifen und Weiterentwickeln klassischer Architekturmotive spielt eine Rolle in der allmählich wieder entdeckten Stadtbaukunst. Der Neue Urbanismus zielt sowohl auf die Wahrung als auch die verträgliche Weiterentwicklung nachhaltiger Stadtbilder ab.